# علی‌آباد (ریگستان، غرب)
علی‌آباد یک روستا در ایران است که در دهستان ریگستان، بخش زواره، شهرستان اردستان استان اصفهان واقع شده‌است. علی‌آباد ۵۳ نفر جمعیت دارد.